# Pfarrkirche Überackern

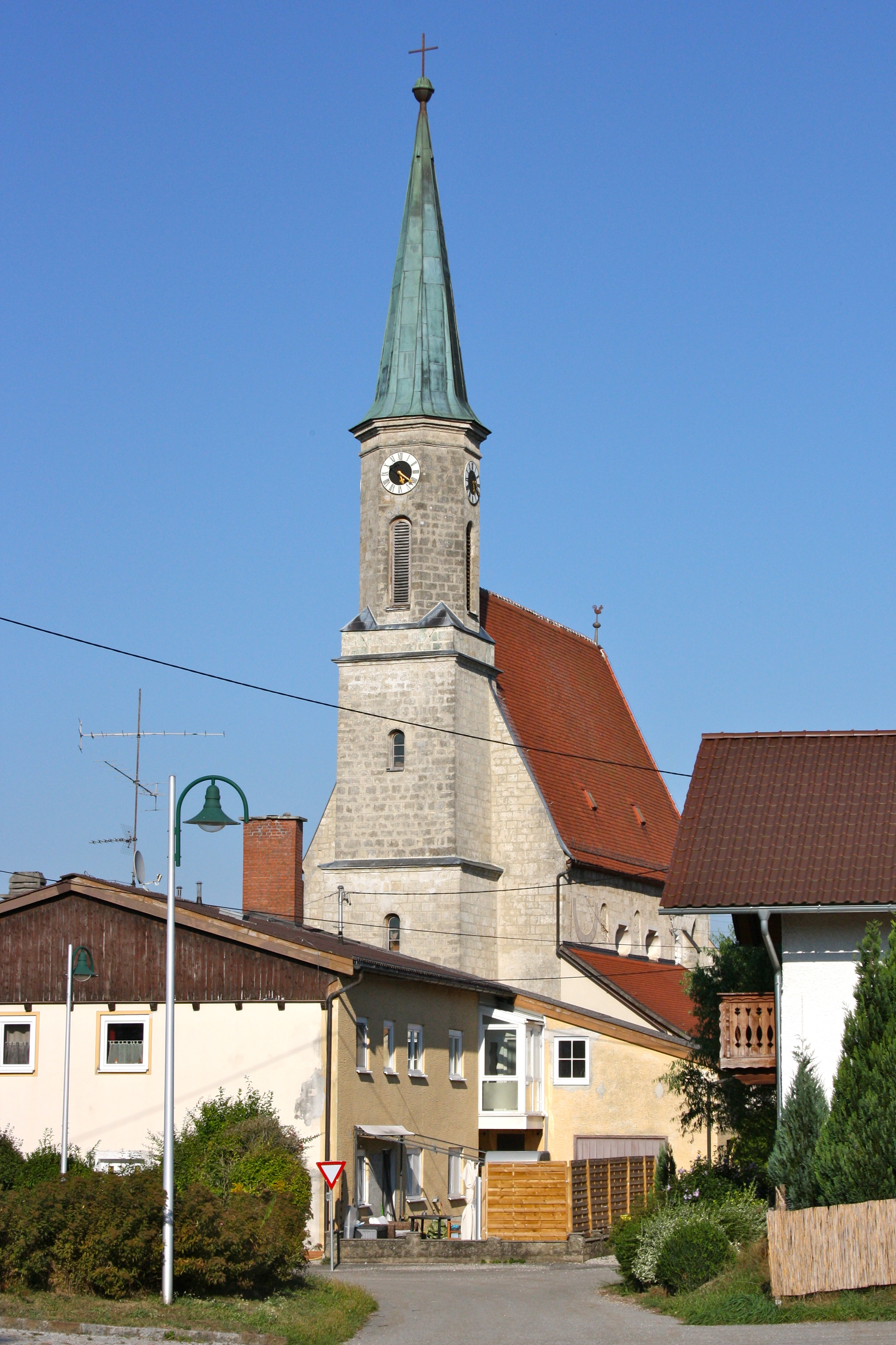
Pfarrkirche hl. Petrus in Überackern

Die römisch-katholische Pfarrkirche Überackern mit dem Patrozinium hl. Petrus steht im Ort Überackern in der Gemeinde Überackern in Oberösterreich (Bezirk Braunau am Inn). Seit dem 1. Jänner 2023 gehört Überackern als eine von 14 Pfarrteilgemeinden zur Pfarre Braunau der Diözese Linz. Die Kirche und der sie umgebende Friedhof stehen unter Denkmalschutz (Listeneintrag).

## Geschichte
Zwischen 748 und 788 wurden Güter „zu Uparach“ dem Bistum Passau übergeben. Dabei sind auch zwei Kirchen genannt. Der heutige gotische Bau stammt vermutlich von Meister Ulrich Zirnstainer aus den Jahren 1480 bis 1486. Bis 1784 war die Kirche in Überackern eine Filiale der Pfarre Haiming und wurde danach zur eigenständigen Pfarre erhoben. Seit dem 1. Jänner 2023 gehört Überackern zur Pfarre Braunau. 

## Architektur
Kirchenäußeres
Das Kirchengebäude ist ein Tuffquaderbau mit Satteldach, das über dem Chor abgewalmt ist. Die Anbauten weisen Pultdächer auf. Die Dächer sind ziegelgedeckt. 
Das Langhaus ohne Strebepfeiler hat barocke, querrechteckige Fenster mit an beiden Seiten eingezogenen Rundbögen. Die Laibungen der ursprünglichen Fenster sind teilweise noch sichtbar und vermauert. An der Südseite sind eine Vorhalle mit Rundbogenportal sowie ein Sakristeianbau angeschlossen. Die Fenster der Sakristei sind segmentbogenförmig, die Sakristeitür hat einen geraden Sturz. Der Chor mit Sockel- und Kaffgesims ist durch abgestufte Strebepfeiler gegliedert. Die Fenster des Chores sind rundbogig, waren jedoch ursprünglich gotische Spitzbogenfenster. Teilweise ist das Maßwerk noch erhalten.
Der Westturm besteht ebenfalls aus Tuffquadern. An der Westseite befindet sich ein Rundbogenportal mit Giebel. Der zweigeschoßige Kirchturm erhebt sich über einem rechteckigen Grundriss. Die einzelnen Geschoße sind durch Kaffgesims baulich sichtbar getrennt. Über den zwei Geschoßen befindet sich ein achtseitiger Aufsatz mit rundbogigen Schallfenstern. Die Kirchturmuhren und der Spitzhelm stammen aus den Jahren 1867 bis 1872.
An den Außenmauern befinden sich zahlreiche Gedenksteine sowie eine barocke Ölberggruppe.
Kircheninneres
Das einschiffige Langhaus ist dreijochig. Es ist netzrippengewölbt. Ein spitzbogiger Triumphbogen trennt das Kirchenschiff vom Chor, der dieselbe Breite wie das Schiff hat. Er ist zweijochig und schließt im Dreiachtelschluss. Der Chor ist, wie das Langhaus, netzrippengewölbt. Die Wand ist durch schmale Dienste vor gekehlten Wandpfeilern gegliedert.
Die hölzerne Westempore ist spätgotisch und zweischiffig mit einer gedrehten Holzsäule. Sie weist Kielbögen sowie eine Maßwerkbrüstung auf und stammt vom Anfang des 16. Jahrhunderts.
Die angebaute Vorhalle ist tonnengewölbt mit Kappen. Das Gewölbe überschneidet sich teilweise mit dem spätgotischen, in einen Kielbogen übergehendes, dreifach gekehlten Portal, das ursprünglich vermutlich Fialen aufwies. Die Portaltür hat einen spätgotischen Zugring.
Das Sakristeiportal ist schulterbogenförmig. Das Türblatt selbst weist einen spätgotischen Eisenbeschlag auf.
Im Chorgewölbe befinden sich spätgotische Medaillons mit den Symbolen der Evangelisten aus der Zeit zwischen 1480 und 1490. Die spätgotischen Gewölbemalereien in Langhaus und Chor sind vegetabil und wurden in späterer Zeit erneuert. Die Wandmalereien über den Chorfenstern sind barock.
Links neben dem Hochaltar befindet sich eine in die Wand eingemauerte Stiftungsinschrift: „Lienhart Prantbuch(er) maier zu Aufhaus(en) un(d) Anna sein hausfraw haben bezalt das sacramentshaus 1486“ Rechts gegenüber befindet sich das Sakramentshäuschen mit spitzem Giebel.

## Ausstattung
Hochaltar
Der Hochaltar ist eine barocke Säulenretabel, die urkundlich 1658 von Bartlmä Miller gebaut wurde. Das Altarblatt stellt „Christus und Petrus auf dem Meer“ dar und wurde 1848 von Andreas Novack aus Prag gemalt. Der Altaraufbau besteht aus dem rundbogigen Altarbild in der Mitte, seitlichen, gedrehten und mit Weinlaub umrankten Säulen. Auf verkröpften Konsolen, unter muschelförmigen Baldachinen stehen links eine Figur des heiligen Petrus, rechts eine Figur des heiligen Paulus. Zu ihren Füßen sitzen Engelsfiguren mit Kreuz und Schwert. Auf dem Gebälk befindet sich ein reich mit Knorpelwerk dekorierter Auszug, in dem ein Ovalbild Gottvater und sitzende Engelfiguren zeigt.
Linker Seitenaltar
Der linke Seitenaltar wurde aus Teilen zweier ehemaliger Seitenaltäre aus der Kapuzinerkirche Burghausen 1785 zusammengebaut. Der Seitenaltar ist ein einfacher Altaraufbau mit rechteckegigem Bild. Auf dem Altarblatt ist der heilige Josef mit Jesuskind dargestellt. Seitlich sind gedrehte und mit Weinlaub umrankte Säulen, das Gebälk schließt gerade ab. Im Auszug befindet sich ein Ovalbild, das die Szene „Maria Hilf“ darstellt. Altarblatt und Auszug wurden in der zweiten Hälfte des 17. gemalt.
Kanzel
Der Kanzelkorb ist achteckig. An den Ecken ruht er auf Säulen mit Konsolen. In den Füllungen sind die Evangelisten dargestellt. Auf dem Schalldeckel sind der Heilige Geist und Engel dargestellt. Die Treppe zur Kanzelplattform ist mit Darstellungen aus dem Leben Mose verziert: die Gesetzesgebung und die Bergpredigt mit Chronogramm 1874. Die Kanzel stand wie der linke Seitenaltar ursprünglich in der Kapuzinerkirche von Burghausen. Die Kanzel wurde in der zweiten Hälfte des 17. Jahrhunderts erstmals aufgestellt und 1785 in die Kirche von Überackern übertragen.
Einzelobjekte
Eine Figur der Schmerzhaften Muttergottes, sowie Figuren des Heiligen Wolfgang, der Maria mit Kind sowie des Heiligen Leonhard stammen aus dem 18. Jahrhundert, das Kruzifix aus dem 17. Jahrhundert. Von den beiden ursprünglichen Seitenaltären sind Figuren der Heiligen Stephanus und Laurenz sowie zwei Engelsköpfe aus der Mitte des 17. Jahrhunderts erhalten. Die Figur des heiligen Sebastian ist ein Werk aus dem 18. Jahrhundert.
Ein Rokokogemälde, zwischen 1770 und 1780 angefertigt, zeigt Maria mit Heiligen sowie der Stifterfamilie. Der Kreuzweg stammt von der Wende des 19./20. Jahrhunderts.
Der runde Taufstein ist aus rosa Marmor gefertigt.

## Orgel
Die Orgel mit sieben klingenden Registern wurde 1928 von Ludwig Mayrhofer aus Linz-Urfahr erbaut und am 26. August des Jahres geweiht.